# Baume & Marpent
La società Baume & Marpent era un'impresa di costruzioni metalliche e ferroviarie franco-belga con sede nella provincia dell'Hainaut, che caratterizzò l'espansione dell'industria belga nel corso del XIX e del XX secolo arrivando ad assumere una dimensione multinazionale.

## Settori di attività
Nel corso degli anni la produzione arrivò a comprendere sia manufatti metallici che rotabili ferroviari e tranviari.
Fra i questi ultimi sono diversi gli esemplari conservati a fini museali, mentre alcuni gruppi di locomotive, grazie alle serie dei gruppi 28, 29, 59 e 70, costruite per le ferrovie statali di Belgio (SNCB) di cui caratterizzarono per alcuni decenni l'aspetto del parco.

## Storia

### Premesse
Nel 1853 Clément Delbèque fondò a Baume, un borgo nell'allora comune di Haine-Saint-Pierre in seguito accorpato a La Louvière, una fonderia che impiegava sessanta persone e prese il nome di Société Delbèque et compagnie
Caratterizzate da una produzione inizialmente limitata e incentrata per lo più nella fabbricazione utensili per uso domestico e di carpenteria metallica per le costruzioni, l'apertura della stazione di Baume, avvenuta nel 1843, con la sua prossimità diede un forte impulso all'attività della fonderia, tanto che nel 1860 venne realizzato un apposito raccordo ferroviario; grazie ad esso cominciarono ad essere inoltrate forniture di manufatti metallici per le ferrovie.

### Attività come fonderia

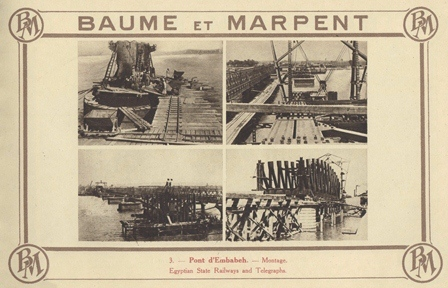
Baume et Marpent, catalogo di ponti

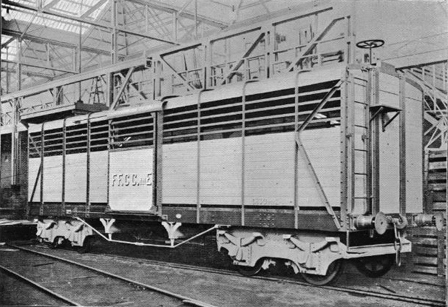
Carro merci per le ferrovie cilene

Trasferitosi Delbèque a Bruxelles, la gestione dello stabilimento fu assunta con pieni poteri dal direttore Léon Moyaux, la cui formazione liberale gli fruttò, oltre che a un modesto impegno in politica, anche la convinzione di dover espandere l'attività dell'impresa in ambito multinazionale. Nel 1879 la società Delbèque & Cie venne dunque dapprima ristrutturata con il nome di Usines et Fonderies de Baume e in seguito, con la fondazione di una divisione creata nel nord della Francia, a Marpent, avvenuta non senza difficoltà, fu nel 1882 trasformata in società anonima Baume & Marpent, grazie ai capitali versati da nuovi investitori.
Un terzo polo produttivo venne impiantato nel 1884 a Ornavasso, in relazione alla costruzione del traforo del Sempione e quale sito per la realizzazione di ponti ferroviari; tale filiale, in seguito trasformata in divisione per coerenza con l'organizzazione industriale datasi dalla Baume & Marpent, venne tuttavia chiusa già negli anni dieci a causa di un contenzioso con l'amministrazione fiscale italiana.
Risale a tale periodo la partecipazione a numerose associazioni temporanee di imprese che consentì di aumentare considerevolmente il volume delle ordinazioni; tale forma di acquisto si diffuse particolarmente in Italia, dove, fra il XIX e il XX secolo vennero forniti migliaia di veicoli ferrotranviari e relativi componenti quali ad esempio i cinque tram forniti nel 1900 alla rete tranviaria di Livorno e le diciannove elettromotrici a carrelli consegnate nel biennio successivo alla Société Anonyme des Tramways Provinciaux di Napoli.

### Costruttore internazionale

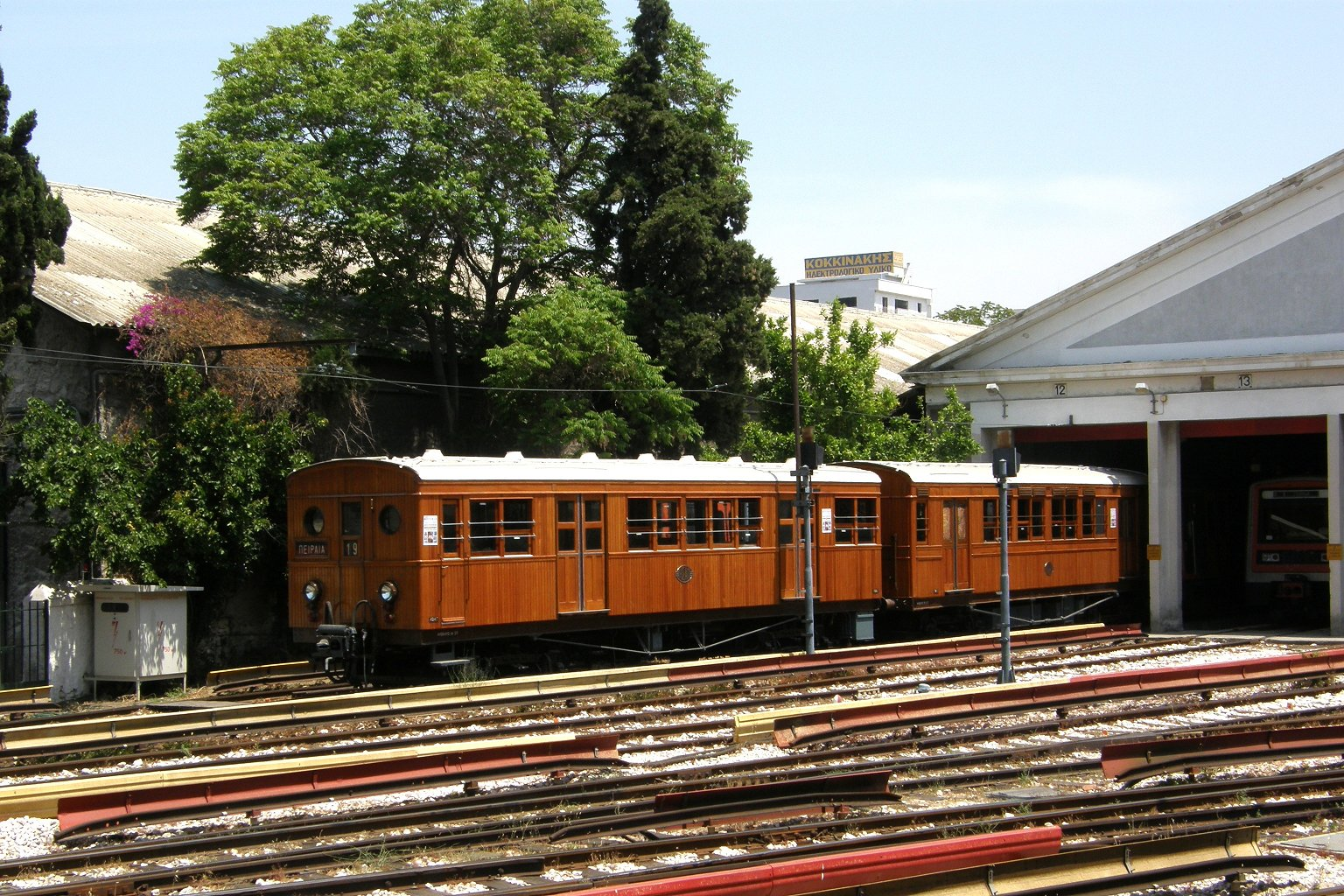
Veicoli preservati presso la metropolitana di Atene

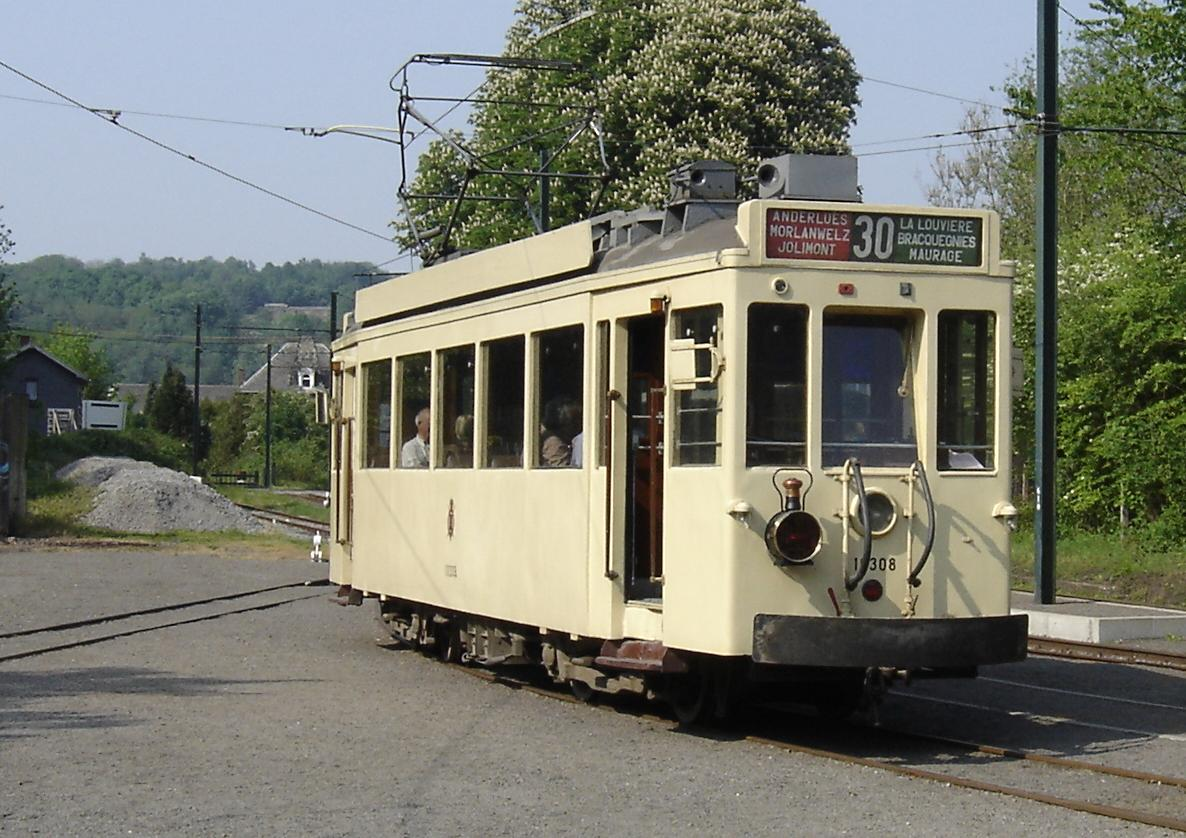
Tram delle ferrovie vicinali della Fiandre preservato a Thuin

Perseguendo costantemente l'innovazione tecnologica, la Baume & Marpent prese dal 1893 ad effettuare i primi montaggi di vagoni, manufatti e ponti realizzati grazie alla disponibilità di macchine utensili d'avanguardia quali torni automatici e frese e alla sostituzione dell'impiego del ferro a favore dell'acciaio fuso. Già nel 1908 il catalogo presentava un'offerta di carri merci estremamente variegata, assieme a quella di alcuni tender per locomotive a vapore.
Nel 1887 un sito di produzione venne installato nel comune di Morlanwelz, grazie alla fusione con gli Ateliers de construction pour matériel de chemin de fer de Mrs Brison frères.
Una nuova divisione dell'azienda fu creata nel 1893 in Egitto, allora protettorato della Gran Bretagna, che favoriva allora una politica di forte sviluppo delle vie di comunicazione; in questo quadro furono affidati a Baume & Marpent importanti commesse fra cui quelle per il ponte di Kasr El-Nil e per quello di Kafr El-Zayat. Il cantiere più rimarchevole fu probabilmente quello del ponte di Embabeh, un manufatto a travata mobile che scavalca il Nilo a più di 500 m di altezza, la cui costruzione iniziò nel 1913 per terminare dieci anni più tardi.
Un'intensa attività si registrò anche in Cina dove, aperti i mercati all'occidente dopo la firma del trattato di Nanchino, erano offerti importanti sbocchi commerciali. Moyeau fu attivo nella costituzione della Société d'Etude des chemins de fer en Chine nel 1897. Gli ingegneri coinvolti progettarono il tracciato di una linea di 1.214 chilometri che necessitava la costruzione di numerosi ponti il cui rimarchevole dei quali sovrappassava il fiume Giallo per più di tre chilometri. Baume & Marpent giocò un ruolo determinante nel completamento di tale grande opera costruendo le travate metalliche per la maggior parte di tali opere.
In breve tempo la vocazione multinazionale perseguita da Moyaux si concretizzò, in virtù della creazione di filiali in Egitto a Il Cairo, nel Congo Belga a Elisabethville e Katanga e in Brasile a San Paolo dopo che già dal 1890 gli agenti della Baume & Marpent erano presenti nei cinque continenti.

### Le due guerre
La prima guerra mondiale sconvolse profondamente l'azienda sia sul piano tecnico sia su quello amministrativo in conseguenza del calo delle commesse e della scarsità di materie prime oltre che per un periodo di occupazione da parte dei militari tedeschi.
Superato tale periodo critico e ricostruiti gli stabilimenti secondo una concezione più moderna, Baume & Marpent spinse verso l'automazione della propria produzione ispirandosi alle teorie allora in voga in materia di organizzazione del lavoro come il taylorismo. L'azienda fu una delle prime in Belgio a produrre materiale rotabile (prevalentemente carrozze, vagoni e tram) utilizzando la "catena di montaggio". Nel frattempo la produzione era stata bruscamente frenata e la rappresentanza all'estero ridotta solo a Francia, Egitto, Africa del Sud, Siam e Cile.
In Congo la Baume & Marpent installò una divisione denominata Baumaco, dedicata alla costruzione di materiale ferroviario e metallico mettendo fra l'altro a punto i primi carri frigoriferi, indispensabili al trasporto delle derrate alle condizioni climatiche dell'area.
La ritrovata vitalità finanziaria consentì in breve tempo di assorbire piccoli concorrenti quali le Usines et Fours à coke E. Coppée; nel 1931, all'apogeo della propria attività, Baume & Marpent, impiegava più di 3.000 operai e 260 impiegati.

### Il dopoguerra e l'epilogo

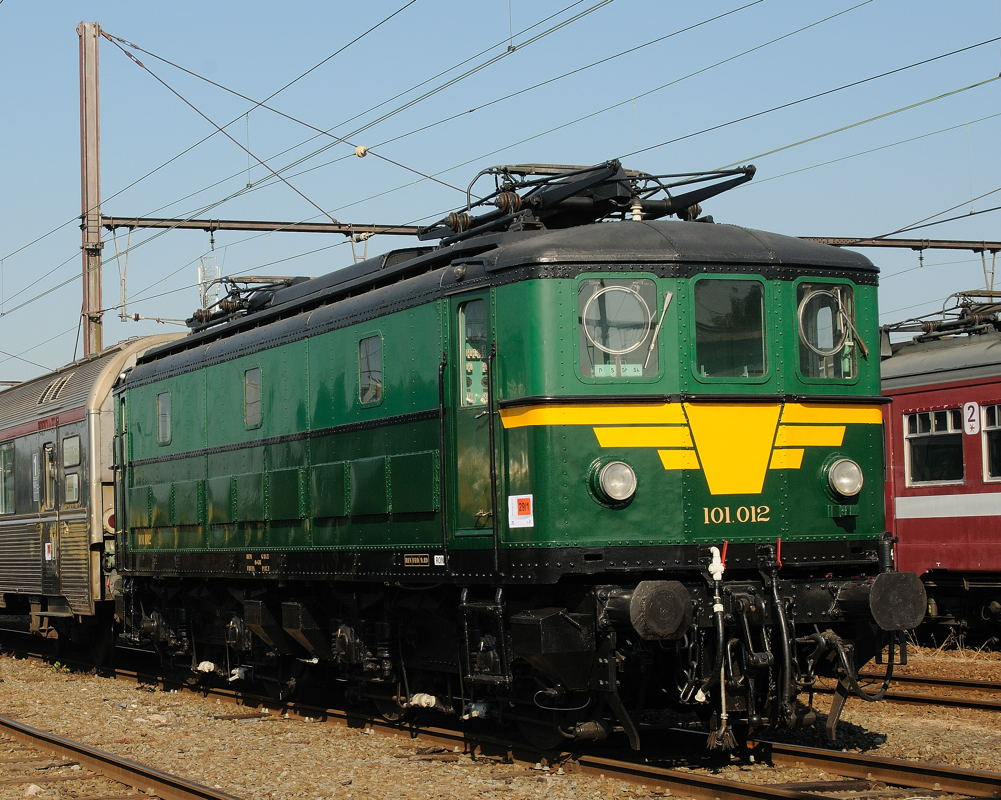
Locomotiva SNCB 101.012

La seconda guerra mondiale influì ancora più pesantemente sul destino del gruppo. Dopo un periodo caratterizzato da qualche contestazione, pesanti bombardamenti colpiscono gli stabilimenti e la loro capacità produttiva; ricostruiti nel dopoguerra con realizzazioni che testimoniavano il rinnovato vigore della produzione, tali opifici scontavano tuttavia ordinazioni sempre più rare per cui parte della produzione venne convertita alla costruzione di automobili e veicoli antincendio.
In tale periodo Baume & Marpent divenne azionista di maggioranza della Union dos Construtores Metalicos di San Paolo, con cui aveva da tempo stipulato una partnership. Nonostante gli sforzi commerciali, che comportarono fra l'altro seri problemi con alcune forniture non ritirate, la crisi delle commesse portò nel 1954 a prendere in considerazione la chiusura di quasi tutti gli impianti, risultando profittevole la sola Baumaco; in tale periodo Baume & Marpent venne sostenuta dai governi belgi per mezzo l'ordinativo di diversi gruppi di locomotive destinati all'azienda statale SNCB, che si susseguirono pressoché ininterrottamente fra il 1949 e il 1956.
Nel 1955 la storica divisione di Marpent, che contava allora 1.236 operai, venne venduta a investitori francesi prendendo l'anno successivo il nome di Aciéries et Ateliers de Constructions de Marpent. Vennero altresì dismesse le attività in Egitto, Paese oberato dai debiti. La Baume & Marpent cessò completamente le proprie attività nel 1956.

### L'eredità industriale del marchio
Gli opifici di Haine-Saint-Pierre e Morlanwelz non cessarono immediatamente la produzione, grazie anche alla momentanea presenza di altre imprese: fu da una di tali fabbriche che uscirono le prime Mini non essendo ancora pronti gli stabilimenti Leyland Motors di Seneffe.
Nel 1962 il marchio belga fu acquisito dal gruppo Thirion, dando vita alla Baume, Marpent et Thirion (BMT), azienda attiva nella costruzione di componenti per il settore automotive. L'anno successivo le Aciéries et Ateliers de Constructions de Marpent vennero assorbite dall'americana HK Porter, assumendo il nuovo nome di H K Porter France S.a, usines de Marpent.